# Gardner (cràter)

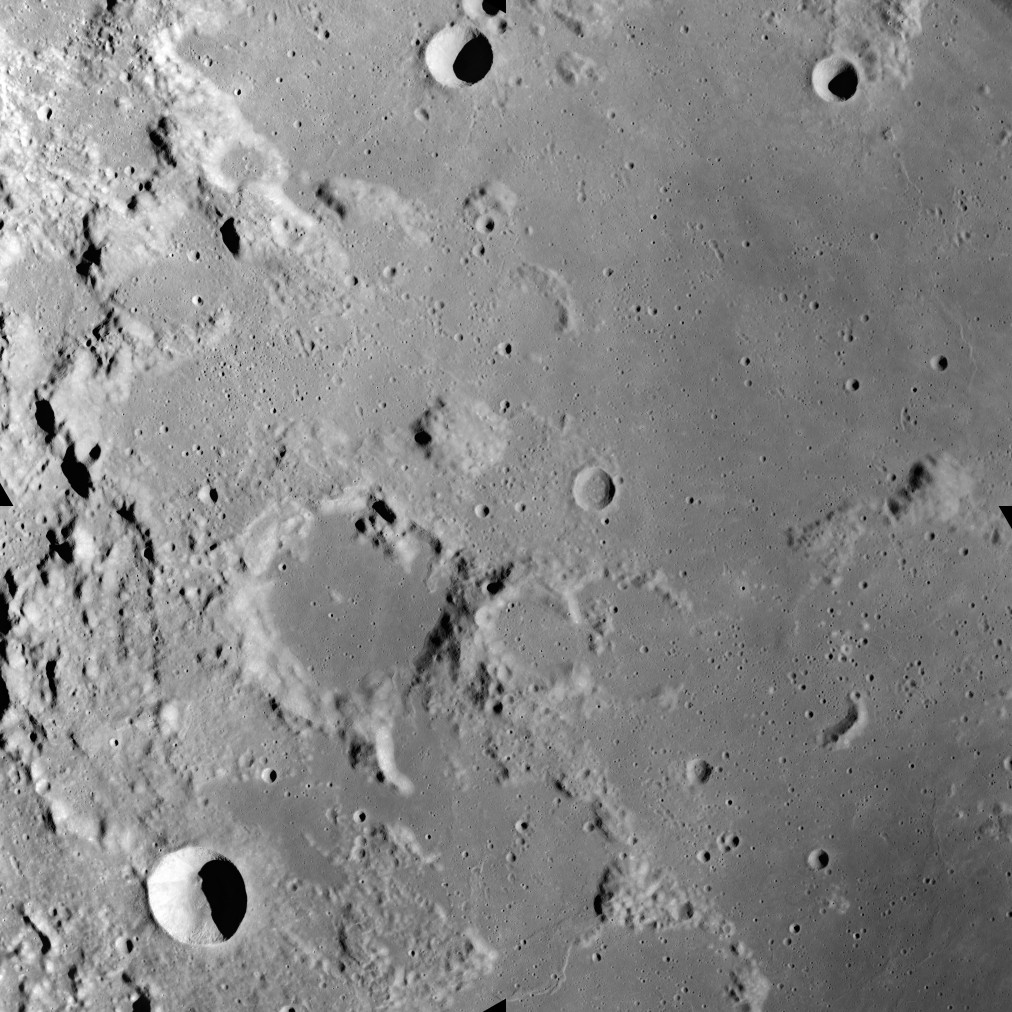
Imatge general mostrant els cràters Gardner (a baix esquerra) i Maraldi (centre) des de l'Apol·lo 17. NASA photo.

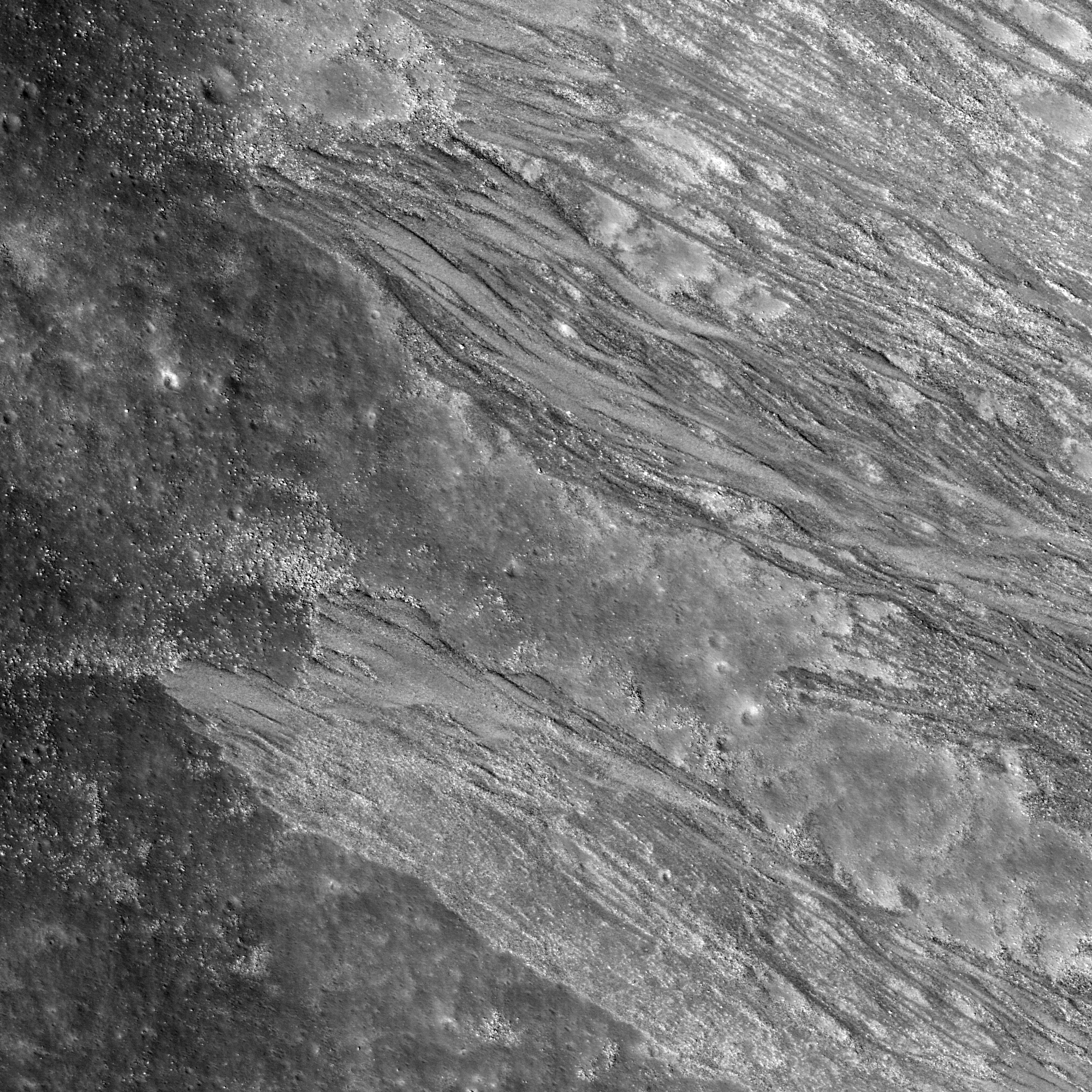
Fotografia de la missió Lunar Reconnaissance Orbiter

Gardner és un petit cràter d'impacte situat en la part nord-est de la Lluna, a l'est del cràter Vitruvi, en una secció de terrè escarpado al nord de la Mare Tranquillitatis. Aquest cràter va ser designat prèviament Vitruvi A abans de rebre el seu nom actual de la UAI. Al nord-est de Gardner apareix el cràter de major grandària Maraldi.

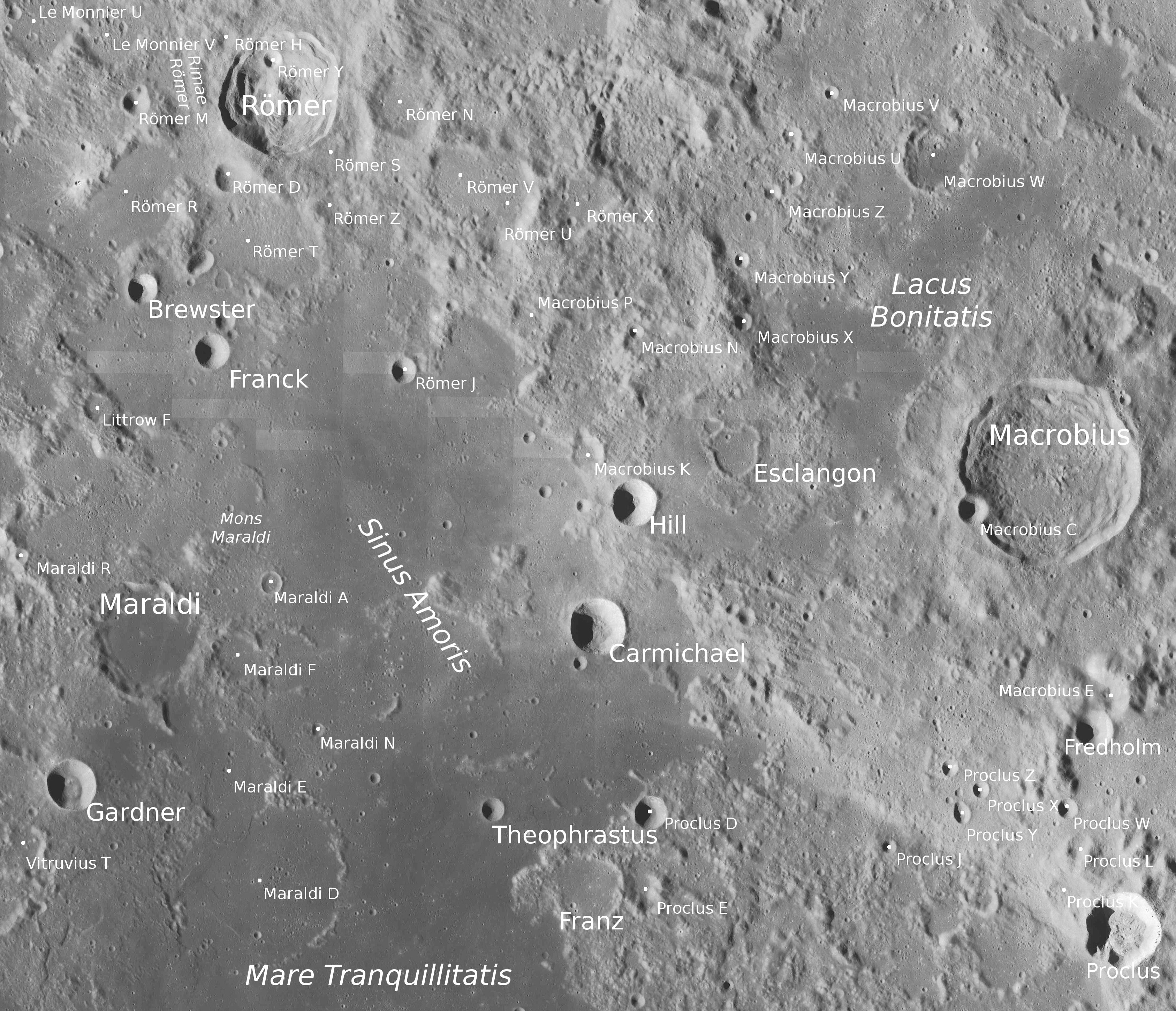
Fotografia de la missió Lunar Reconnaissance Orbiter Gardner, a baix a l'esquerra.

Es tracta d'un cràter circular amb les parets interiors inclinades. La plataforma interior ocupa aproximadament la meitat del diàmetre total del cràter. La meitat sud de la planta presenta una lleugera elevació abans d'arribar a la paret interior. El cràter no mostra de manera significativa els efectes de l'erosió, amb la vora exterior és relativament nítida i ben definida.